# Hylotelephium pakistanicum
Hylotelephium pakistanicum là một loài thực vật có hoa trong họ Crassulaceae. Loài này được (G.R.Sarwar) G.R.Sarwar mô tả khoa học đầu tiên năm 2002.